# Doctor Dré
André Brown alias Doctor Dré (* 5. Dezember 1963 in Westbury, New York) ist ein US-amerikanischer Schauspieler, Rapper und ehemaliger Fernsehmoderator der bekannten Hip-Hop-Sendung Yo! MTV Raps. Er war auch als Radiomoderator bei Hot 97 und Power 105.1 tätig. 
Er nahm unter anderem ein Album mit Ed Lover auf und spielte in mehreren Filmen mit.

## Diskografie

### Alben
- 1994: Back Up Off Me! (mit Ed Lover)

### Singles
- 1994: Back Up Off Me! (mit Ed Lover)

## Filmografie
- 1992: Juice – City-War (Juice)
- 1993: Who’s the Man? (Who’s the Man?)
- 1998: Abgefahren (Ride)
- 2005: Miracle’s Boys (Miracle’s Boys) (Fernsehserie)